# Население Острова Пасхи
Население острова Пасхи сформировалось под влиянием целого ряда сложных исторических процессов, главную роль в которых играл миграционный обмен сначала с другими регионами Океании, а затем с латиноамериканским континентом.

## Доевропейский период
По последним данным, составленным на основе углеродного анализа, опубликованным учёными Гавайского университета в августе 2006 года, первые поселенцы полинезийского происхождения появились на острове относительно недавно — около 1200 г. н. э., т.е на 300—800 лет позже чем традиционно предполагалось ранее. Родиной ранних переселенцев, предположительно, были острова Фиджи, Тонга и Самоа. Долгое время первые поселенцы укрывались в пещерах. В пещере Тангаруту, которая ныне служит источником песка для строительства жилья на острове, обнаружены следы непрерывного проживания людей на протяжении почти 400 лет. Население острова быстро росло и к концу XIII века, вероятно, достигло своего исторического пика в 15 000—17 000 человек. При этом уже около 1250 года начинают обнаруживаться признаки так называемой мальтузианской ловушки, в которой оказалось доиндустриальное сообщество удалённого острова с весьма ограниченными ресурсами. В середине XIII века чёрные крысы, завезённые полинезийцами, разрушают репродуктивный цикл местных деревьев, поедая их семена. На месте вырубленных лесов не появляются новые. Люди вскоре теряют возможность строить лодки и охотиться на крупных рыб и морских млекопитающих (дельфинов). Рацион рапануйцев резко ухудшается. На смену рыбе приходят птицы и их яйца. После того как популяция птиц была уничтожена, единственным доступным источником пропитания становятся моллюски и крысы. Из-за эрозии почвы и разрушения лесов, которые были не в состоянии укрыть прибрежные земли от повреждений морскими ветрами с солёными брызгами, рапануйцы были вынуждены сдвигать свои плантации бананов и батата всё дальше вглубь острова. На острове также начала ощущаться нехватка пресной воды, участились засухи. Среди рапануйцев отмечаются случаи межклановой вражды и каннибализма. Население острова резко сокращается. В 1722 году, на момент высадки первых европейцев, на острове в состоянии крайней анархии проживало 2 000—3 000 жителей.

## Европейский период
После его открытия европейцами, население этого удалённого, ослабленного голодом острова довольно долго (166 лет) оставался без протектората европейских держав. Отсутствие официального протектората оказалось ещё более разрушительным чем его наличие, поскольку ввиду отсутствия единой законодательной базы, незащищённое никакими законами население острова стало объектом эксплуатации и работорговли частных предпринимателей и авантюристов из самых разных стран (Франции, Великобритании и Перу). Параллельно на острове стало усиливаться влияние латиноамериканских государств. 12 декабря 1862 года 8 перуанских рабовладельческих кораблей захватили в плен и вывезли от 1 000 до 2 000 рапануйцев. После официальных протестов Франции, на территории которой во Французской Полинезии укрылась часть рапануйцев, рабовладельческие рейды прекратились, но только лишь 15 рапануйцев смогли вернуться на родину. К 1877 году в результате работорговли, эпидемий и экстенсивного овцеводства численность местного населения сократилась до рекордно низкой отметки в 111 человек, из которых только 36 оставили после себя потомков. Именно от этих 36 человек происходят всё современные рапануйцы, а также рапануйско-чилийские метисы, которые в совокупности составляют чуть менее половины его населения по переписи 2012 года. Следует отметить что несмотря на появление групп миссионеров, крупной переселенческой колонии на острове, который страдал от эпидемии проказы в конце XIX века, в дочилийский период так и не возникло. По этой причине рапануйский язык оставался фактически единственным письменным и устным средством коммуникации на острове, хотя значительное влияние на него в этот период оказывал соседний таитянский язык; появился также первый пласт заимствований из французского и английского языков.

## Чилийская аннексия

### 1888—1953
В 1888 г. чилийский капитан Поликарпо Торо проявил интерес к этому тихоокеанскому острову. В результате Чили, территория которого во второй половине XIX века увеличилась в 3 раза, стал первой страной, взявшей остров под свой суверенитет. Ситуация с продовольствием начала улучшаться и автохтонное население острова начало понемногу увеличиваться. Впрочем, присоединение острова Пасхи к Чили не привело к немедленному наплыву латиноамериканских поселенцев с континента. За исключением того что договор об аннексии острова был составлен в том числе и на испанском языке (вторая версия была написана на таитяно-рапануйском), латиноамериканское культурно-языковое влияние на острове практически не ощущалось до середины XX века. Последнее отчасти объяснялось тем что в 1903 году правительство Чили фактически передала контроль над островом британскому (шотландскому) концерну Уильямс-Балфур, который начал проводить на острове почти средневековую политику огораживания: почти все автохтонные рапануйцы были согнаны в отгороженную резервацию Ханга-Роа, а остальная территория острова превратилась в овечье пастбище, заходить на территорию которого можно было только по специальным разрешениям. Из-за нехватки земли, в начале XX века значительная часть населения Рапа-Нуи (преимущественно молодых рапануйцев) переселилась в материковую часть Чили, а также соседние архипелаги. Из-за постоянной эмиграции население острова росло крайне медленно. Растущее недовольство политикой компании привело к тому что компания лишилась лицензии правительства Чили в 1953 году. С этого момента на остров начинают пребывать небольшие группы чилийских военных. Только в конце 1950-х годах, когда повысился уровень жизни населения, его рост ускорился. В 1960 году население Рапа-Нуи превзошло 1 тысячу человек. Полноценными гражданами Чили автохтонные рапануйцы стали в 1966 году.

### Этнический состав населения
| Этнический состав 20%-ой выборки 1990 года | Этнический состав 20%-ой выборки 1990 года | Этнический состав 20%-ой выборки 1990 года | Этнический состав 20%-ой выборки 1990 года | Этнический состав 20%-ой выборки 1990 года |
| ------------------------------------------ | ------------------------------------------ | ------------------------------------------ | ------------------------------------------ | ------------------------------------------ |
| рапануйцы                                  |                                            |                                            | 46 %                                       |                                            |
| латиноамериканцы                           |                                            |                                            | 39 %                                       |                                            |
| метисы                                     |                                            |                                            | 15 %                                       |                                            |

Из-за постоянного притока переселенцев с континента, а также ростом смешанных браков, население острова принимает всё более латиноамериканский характер. Так, в период с 28 октября по 2 ноября 1990 года, команда врачей-офтальмологов из Сан-Хуан-де-Диос больницы в Сантьяго, Чили, приняла у себя 475 человек с острова Пасхи, что составляло 20 % от всего населения острова. Из них 46 % определили себя как чистые рапануйцы, 39 % были выходцами с континента и/или их прямыми потомками, 15 % были метисами. Причиной исследования стало широкое распространение на острове необычной глазной патологии.

### 1990-по настоящее время
Население по данным переписей населения 1992, 2002 и 2012 гг.:
|       | 1992 чел. | % | 2002 чел. | %       | 2012 чел. | %       |  |
| ----- | --------- | - | --------- | ------- | --------- | ------- |  |
| Bсего | 2762      | — | 3765      | +36,3 % | 5806      | +54,2 % |  |

Быстрый рост населения острова происходит как за счёт естественного прироста всех этнорасовых групп, так и за счёт притока поселенцев с материковой части Чили. В связи с быстрым увеличением турпотока на остров (с 2 000 чел. в 1990 году до 70 000 в 2012), на острове Пасхи наблюдается постоянная нехватка рабочей силы. Как следствие превышения экономического спроса над предложением, растёт стоимость оплаты труда, что в свою очередь привлекает новые волны поселенцев с континента, где наблюдается избыток трудовых ресурсов.
Согласно сведениям, собранным в ходе переписи 2012 г. Национальным институтом статистики (INE),  население провинции составляет:
| Полное население                            | Полное население                            | Полное население                            | Полное население                            | Полное население                            | 5761  |
| ------------------------------------------- | ------------------------------------------- | ------------------------------------------- | ------------------------------------------- | ------------------------------------------- | ----- |
| в том числе:                                | Городское население                         | 5563                                        | Процент городского населения, %             | 96,56                                       |       |
|                                             | Сельское население                          | 198                                         | Процент сельского населения, %              | 3,44                                        |       |
|                                             | Мужское население                           | 2975                                        | Процент мужского населения, %               | 51,64                                       |       |
|                                             | Женское население                           | 2786                                        | Процент женского населения, %               | 48,36                                       |       |
| Плотность населения, чел/км²                | Плотность населения, чел/км²                | Плотность населения, чел/км²                | Плотность населения, чел/км²                | Плотность населения, чел/км²                | 35,21 |
| Население провинции в % к населению области | Население провинции в % к населению области | Население провинции в % к населению области | Население провинции в % к населению области | Население провинции в % к населению области | 0,33  |

| Динамика изменения населения провинции | Динамика изменения населения провинции | Динамика изменения населения провинции | Динамика изменения населения провинции |
| -------------------------------------- | -------------------------------------- | -------------------------------------- | -------------------------------------- |
| 1992                                   | 2002                                   | 2012                                   | 2017                                   |
| 2764                                   | 3791▲                                  | 5761▲                                  | 7750▲                                  |

### Этнический состав по данным переписей населения
| Этнический состав, % | 1992 г., перепись | 2002, перепись | 2012 г., перепись | 2017 г., оценка |
| Автохтоны            | 70,0              | 60,7           | 48,3              | 40,0            |
| Латиноамериканцы     | 30,0              | 39,3           | 51,7              | 60,0            |

Следует отметить что во время переписей населения в число автохтонов включаются и рапануйско-континентальные метисы, поэтому доля чистых рапануйцев меньше.

## Языки
До конца 70-х годов XX века основным обиходным языком острова оставался рапануйский язык. После вхождения в состав Чили испанский язык стал основным иностранным языком рапануйцев, потеснив употреблявшиеся до этого английский, французский и таитянский языки. В результате массового притока поселенцев с континента c начала 80-х годов, испанский значительно расширил сферу своего употребления во всех сферах жизни островитян. По переписи 2012 года испаноязычные абсолютно преобладают на острове. Это является причиной недовольства со стороны автохтонных островитян. В испанской терминологии Чили последние именуются автохтонами (indigenas), выходцы с континента называются континентальцами (continentales), а смешанное население обозначается как метисы (mestizos). Следует отметить, что, поскольку с 1966 года всё постоянное население острова имеет гражданство Чили, чилийцами официально называются все жители острова, независимо от их этнорасового происхождения.